# Charlotte Colbert
Charlotte Colbert (nascuda el 1987) és un director de cinema britànic i artista multimèdia que l’Evening Standard va descriure com "un mag natural". La seva pràctica va des d'instal·lacions artístiques que incorporen escultura, fotografia i elements performatius fins a la narrativa llargmetratges. El seu debut com a director va ser elogiat pel New York Timesi va guanyar el Pardo d'Oro a la millor primera pel·lícula.
L'obra de Colbert té uns forts matisos filosòfics i sovint qüestiona la identitat, els somnis, l'inconscient i les narracions que construïm i expliquem a nosaltres mateixos. El surrealista i el fantàstic es converteixen en una manera de mirar de nou el nostre món i trobar l'espai per qüestionar i reimaginar. "Colbert evoca mons fantàstics barrejant els límits entre la realitat i la imaginació". writes the Design Museum.

## Primers anys
Nascuda a l'estat de Nova York, Colbert és la setena de vuit fills de Sir James Goldsmith, l'home de negocis que va morir el 1997. La seva mare és la periodista francesa Laure Boulay de la Meurthe, amb qui Goldsmith va mantenir obertament una relació a llarg termini mentre casat amb Annabel Goldsmith. Colbert és un mig germana de Jemima. Va anar a 12 escoles diferents i va viure amb diversos familiars abans de graduar-se l'escola secundària a França. Va estudiar filosofia i arts liberals a Montreal i després es va convertir en distribuïdora europea de la copa de lluna.

## Art

### Fotografia
El treball de Colbert s'ha comparat amb el treball surrealista de Toomer, Breton i Dalí, descrit com "surrealista i delicat" i "una porta d'entrada als somnis" (Huffington Post), una "exploració de la ment humana", i com "existint en aquell espai somnis i malsons" (Las Últimas Noticias).
Colbert havia fet animacions curtes quan es va matricular a la London Film School per fer el seu màster en guió. Mentre allà va rebre l'encàrrec d'escriure el llargmetratge Leave to Remain i altres guions per a persones com Olivier Dahan, Eric Cantona i Tony Grisoni. "Escriure implicava asseure'm molt i em costa quedar-me en un lloc, així que vaig fer fotos sobre com de boig era el procés d'escriptura per a mi: es va convertir en una sèrie anomenada A Day At Home que es va mostrar a la Gazelli Art House." 
L'exposició individual va ser descrita per The Huffington Post com "una meditació surrealista sobre la domesticitat i l'autodestrucció".
La seva sèrie  In and Out of Space es va fer en homenatge a l'Odissea espacial de Kubrick de 2001 i es va mostrar a Somerset House. "En lloc d'enviar un astronauta a l'espai, volia enviar l'astronauta al nostre propi passat. M'interessava la juxtaposició entre l'astronauta, símbol del futur, símbol de l'ambició i el poder de superació de l'home, i aquest edifici totalment deteriorat de grandesa esvaïda."
Colbert va començar a treballar en la seva sèrie Ordinary Madness després de veure com el nen de dos anys de la seva amiga pressionava els dits contra un vidre on havia aterrat una papallona i intentava apropar-se a la criatura per fer-lo més gran. Va quedar completament desconcertada per la senzillesa d'aquest gest, que va col·lapsar el món físic 3D i el món digital 4D en un instant. On van començar i on van acabar els nostres cossos en l'era digital? Va crear aquests cíborgs semblants a emojis dels quals Ilaria Puri Purini de la Contemporary Arts Society va escriure: "Les figures híbrides de Colbert, en part humanes i en part digitals, es converteixen en fantasmes del futur... Les seves delicades imatges ronden entre la intimitat i la distància; el desig i la repulsió; les carcasses robòtiques. i cossos sexualitzats, creant una visió distòpica del futur on travessa l'emoji cíborg, una espècie exòtica; llars desertes, les seves necessitats es van cristal·litzar en un estat de vigilància perpètua."
Colbert s'ha exposat internacionalment, incloent Basel i Istanbul Art Fair, Philip's, Christies i Sothebys, així com institucions i museus.

### Escultures i instal·lacions multimèdia
Les escultures de vídeo multimèdia de Colbert estan fetes de pantalles de televisió en capes revestides de metall rovellat. The Benefit Supervisor Sleeping és una instal·lació de vídeo de 170 kg, una reinterpretació del segle XXI del famós quadre de Lucian Freud de Sue Tilley. Es descriu com invertir la mirada masculina i "reemmarcar a Sue Tilley, el tema de la sèrie Benefit Supervisor de Freud, d'objectivada a objectivadora"."M'agrada la idea de donar la volta a la taula, subvertint la mirada masculina. La Sue ens mira ara" diu Charlotte Colbert.
El 2018 va col·laborar amb Lily Cole fent una escultura de vídeo de 3 metres de l'activista i model donant el pit al seu fill en resposta a l'estigmatització de la lactància materna en públic.
El 2017 va fer una escultura de vídeo de Lee Soon-Kyu, una dona sud-coreana de 79 anys que fou separada bruscament del seu marit quan va començar la guerra de Corea. Ella no el va veure durant 65 anys fins que finalment se li va permetre una visita de 3 dies a Corea del Nord durant la qual el seu fill, ara als seixanta anys, va poder veure el seu pare per primera vegada. "La seva asseguda per a un retrat d'imatge en moviment va ser una experiència extremadament commovedora per a mi."
El seu espectacle Dreamland Siren, comissariat per Simon de Pury i UTA Artist Spac, va exposar a la Fitzrovia Chapel durant la Frieze Art Fair. Mostrava escultures monumentals."Inspirada lliurement en Alícia al país de les meravelles {...} l'exposició ens convida a convertir-nos conscients del que somiem i visualitzem col·lectivament". L'artista va col·laborar amb la compositora Isobel Waller-Bridge per idear un paisatge sonor per a l'exposició que es va estrenar en vinil i també va col·laborar amb la paraula parlada del poeta Hollie McNish que va escriure un poema anomenat dreamland per a l'espectacle.
"Colbert evoca mons fantàstics combinant els límits entre la realitat i la imaginació", va escriure Rachel Hajek del Museu del Disseny..

### Col·laboració del Lewes FC
El 2024 se li va demanar a Colbert que recolzés la campanya "See Us As We Are" del Lewes F.C. i va dissenyar les samarretes de joc per a l'equip femení. L'equip de propietat de la comunitat és conegut per la seva posició radical sobre la paritat de gènere: des del 2017, des del 2017, des del 2017, Colbert va col·laborar amb la cantant Kate Nash en un vídeo i una cançó per donar suport a l'equip.

## Cinema
Colbert va estudiar guió a la London Film School. Ella és la coautor del llargmetratge Leave to Remain sobre els sol·licitants d'asil menors d'edat a Gran Bretanya amb una partitura de la banda guanyadora del premi Mercury Alt-J. Va guanyar premis al BUFF Film Festival i al Bergamo Film Meeting.
El 2016 va escriure i dirigir The Silent Man, descrit a ID com "els curtmetratges més surrealistes que veuràs mai" amb Simon Amstell, Sophie Kennedy-Clark, Ben Miller i un cameo de Cillian Murphy. Va escriure i dirigir dos curtmetratges d'animació guanyadors de premis The Girl With Liquid Eyes amb Maryam d'Abo i The Man With the Stolen Heart amb Bill Nighy basat en el seu llibre de contes Topsy Turvy Tales.
És productora de Dali Land dirigida per Mary Harron (American Psycho), coproduïda amb Pressman Films. És un biopic sobre l'artista Salvador Dalí protagonitzat per Sir Ben Kingsley, Ezra Miller, Andreja Peijic i Suki Waterhouse.
Colbert va dirigir i coescriure She Will amb Alice Krige, Kota Eberhart, Malcolm McDowell i Rupert Everett produït per Dario Argento i Ed Pressman Films amb una partitura original de Clint Mansell. La pel·lícula va ser nominada a un BIFA i va guanyar el Lleopard d'Or a la millor primera pel·lícula al Festival Internacional de Cinema de Locarno. Va ser la selecció de la crítica al New York Times, i Mark Kermode la va descriure com "un horror psicològic atrevit es troba amb una faula feminista". Jessica Kiang a Variety la va anomenar "Un magnífic i astut debut en un drama de terror que ofereix una venjança feminista d'un altre món", Guillermo del Toro la va escriure "un debut com a director notable, purament cinematogràfic", i Alfonso Cuarón va dir que "s'assenta en la tradició de grans pel·lícules de terror psicològic [que] deixa qüestionat molt després que [ho] sigui acabat".
Per al llançament, Colbert va col·laborar amb la dissenyadora Ashley Williams i l'artista de carrer Clayton en col·leccions càpsula que recolzen Acabar amb la violència contra les dones i les nenes i utilitzades per la model i activista Lily Cole així com Adhel Bol.
Colbert és la fundadora de Popcorn Group, una productora coneguda pel curt de Colbert Leading Lady Parts (amb Emilia Clarke, Florence Pugh i Gemma Chan), i per coproduir Fleabag al WestEnd, i la comèdia romànica viatjant en el temps d'Alice Lowe TimeStalker amb el BFI.

## Publicació
Colbert va ser un dels editors de The Artists Coloring Book of ABC fet en suport de la Kids Company, amb obres de Grayson Perry, Alex Katz i Tracey Emin.

## Filantropia
Colbert va crear el Popcorn Writing Award a Edimburg, i ara el dirigeix amb la BBC Writersroom. El premi defensa l'escriptura valenta i imaginativa a l'Edinburgh Festival Fringe cada any.
El comitè ha inclòs persones com Fatima Bhutto, Aurora, Jonny Woo, Lena Headey, i Enda Walsh que van atorgar el premi a Bryony Kimmings,, Karim Khan i Sabrina Ali entre d'altres.
Colbert també va crear la NFTS x Popcorn Writing Award que assigna un premi al guió més original dels graduats de guió de la NFTS de l'escola de cinema.
Colbert forma part del consell de l’ Isla Foundation i l'Ecology Trust.

## Vida personal
Colbert té dos fills amb l'artista Philip Colbert. Resideixen a Lewes, East Sussex.